# Messier 58
A Messier 58 (más néven M58, vagy NGC 4579) egy spirálgalaxis a Virgo (Szűz) csillagképben.

## Felfedezése
Az M58 galaxist Charles Messier francia csillagász fedezte fel, majd katalogizálta 1779. április 15-én.

## Tudományos adatok
Az M58 a Virgo-halmaz egyik legfényesebb tagja. A galaxisban két szupernóvát fedeztek fel; egy II-es típusút 1988-ban (SN 1988A) és egy Ia típusút (SN 1989M).